# BBC Food
BBC Food – telewizyjny kanał tematyczny poświęcony kuchni, działający od czerwca 2002 do grudnia 2008. Należał do grupy stacji prowadzonych na rynkach zagranicznych na zasadach komercyjnych przez brytyjską BBC. Był dostępny w kodowanym przekazie cyfrowym w Skandynawii i RPA. Jego legalny odbiór w Polsce był praktycznie niemożliwy.
W 2008 przeprowadzono stopniowe wygaszanie kanału. We wrześniu tego roku został wycofany z rynku południowoafrykańskiego, a w grudniu ze Skandynawii. Na obu kontynentach zastąpił go kanał BBC Lifestyle, którego część ramówki stanowią produkowane przez BBC programy kulinarne.